# إيزلي بلاكوود الابن
إيزلي بلاكوود الابن (بالإنجليزية: Easley Blackwood, Jr.)‏ هو ملحن وعازف بيانو أمريكي، ولد في 21 أبريل 1933 في إنديانابوليس في الولايات المتحدة.

## وصلات خارجية
- إيزلي بلاكوود الابن على موقع الموسوعة البريطانية (الإنجليزية)
- إيزلي بلاكوود الابن على موقع ميوزك برينز (الإنجليزية)
- إيزلي بلاكوود الابن على موقع ديسكوغز (الإنجليزية)